# Orchestre chinois de Shanghai
L'Orchestre chinois de Shanghai (上海民族乐团 en chinois) est un orchestre de musique chinoise basé à Shanghai, fondé en 1952. Il a donné des représentations dans plus d'une trentaine de pays.
En février 2018, il a notamment donné, sous la direction de Muhai Tang, le grand concert du Nouvel An chinois à Paris (à la Philharmonie de Paris) et à Bruxelles, au Palais des Beaux-Arts (BOZAR).